# Midar
Midar (arabiska: ميضار) är en stad i Marocko. Den ligger i provinsen Driouch och regionen Oriental, 300 km öster om huvudstaden Rabat. Antalet invånare var 15 021 vid folkräkningen 2014.